# Port lotniczy Ust-Kamczack
Port lotniczy Ust-Kamczack (ICAO: UHPK) – port lotniczy położony 2 km na południowy zachód od Ust-Kamczacka, w Kraju Kamczackim, w Rosji.

## Linie lotnicze i połączenia
| Linia Lotnicza                          | Kierunek                    |
| --------------------------------------- | --------------------------- |
| Petropavlovsk-Kamchatsky Air Enterprise | 1. Pietropawłowsk Kamczacki |